# Caseritz
Caseritz (hornolužickosrbsky  Kozarcy) je vesnice, místní část obce Crostwitz v německé spolkové zemi Sasko. Nachází se v zemském okrese Budyšín v Horní Lužici a má 48 obyvatel.

## Historie
Vesnice Caseritz byla založena ve středověku jako okrouhlice čítající přibližně 20 domů. První písemná zmínka pochází z roku 1327, kdy je ves uváděna jako Kosericz. V této době patřila k majetku kláštera Marienstern. Název pochází ze srbského označení pro kozu (koza) či pro pasáka koz (kozar) a znamená „vesnice pasáků koz“. Označení Caseritz bylo poprvé použito v roce 1791. Roku 1957 byla vesnice Caseritz připojena k obci Crostwitz.

## Geografie
Caseritz leží na západním okraji území obce Crostwitz v krajině zvané Horjany. Nachází se asi 15 kilometrů severozápadně od okresního města Budyšín a asi 10 kilometrů jihovýchodně od velkého okresního města Kamenz. Krajina v okolí je převážně zemědělská. Západně od zástavby protéká říčka Klášterní voda a severně pak potok Satkula.

## Obyvatelstvo
Vesnice leží v lužickosrbské oblasti osídlení. Většina obyvatel ovládá hornolužickou srbštinu a používá ji v běžném životě.

## Pamětihodnosti
- dva kříže z 19. století
- milník z roku 1854